# 973 هـ
973 هـ هي سنة في التقويم الهجري امتدت مقابلةً في التقويم الميلادي بين سنتي 1565 و1566.

## مواليد
- أوحدي البلياني

## وفيات
- ابن حجر الهيتمي
- عبد الوهاب الشعراني